# Ромашківська сільська рада (Рокитнянський район)
| Ромашківська сільська рада — колишній орган місцевого самоврядування у Рокитнянському районі Київської області з адміністративним центром у с. Ромашки. Історична дата утворення: в 1929 році. Водоймища на території, підпорядкованій даній раді: річка Гороховатка. Сільській раді підпорядковані населені пункти: - с. Ромашки - с. Бакумівка |

## Склад ради
Рада складається з 16 депутатів та голови.

### Керівний склад ради
| ПІБ                        | Основні відомості                                            | Дата обрання | Дата звільнення |
| -------------------------- | ------------------------------------------------------------ | ------------ | --------------- |
| Юрченко Олександр Петрович | Сільський голова, 1955 року народження, освіта, безпартійний | 26.03.2006   | 31.10.2010      |

Примітка: таблиця складена за даними джерела